# Axel Scheibchen
Axel Scheibchen (* 9. September 1946 in Wiesbaden) ist ein deutscher Hörspielautor und -regisseur.

## Wirken
Scheibchen wurde in Wiesbaden geboren und zog 1969 nach Köln. Er studierte Germanistik, Philosophie und Theaterwissenschaft und absolvierte 1973 das Examen. Nach einjähriger Tätigkeit als Deutschlehrer begann er als freier Hörfunkregisseur und Autor von Hörspielen, Features und Theaterstücken zu arbeiten. Er war auch als Journalist und Lyriker tätig, später wandte er sich vor allem dem Kinderhörspiel zu. Er erhielt den 1982 den 1. Preis im Bereich Lyrik beim 2. Nordrhein-Westfälischen Autorentreffen sowie den Terre des Hommes-Kinderhörspielpreis 1986 für Essen Bananen gerne Kuchen? und 1989 für Anna Paula Faltenwurf. Scheibchen lebt als freier Autor und Regisseur in Köln.

## Hörspiele
Autor:
- 1983: Papa, Charly hat gesagt… (2. Staffel, Folge: Alternative Mathematik oder Zeit ist Geld) – Regie: Walter Netzsch  (Original-Hörspiel, Kurzhörspiel – SWF/HR/NDR/SR/RIAS)
- 1984: wie oben – Regie: Günther Krotky
- 1987: RIFF – Ohrclip: Wie war’s in Yeniköy? – eine türkische Reise – Regie: Hein Bruehl (Kinderhörspiel – WDR)
- 1989: RIFF – Ohrclip:Anna Paula Faltenwurf. Die Hose mit dem Groschen zuviel – Regie: Hein Bruehl (Originalhörspiel, Kinderhörspiel – WDR)
  - Auszeichnung: Terre des Hommes-Kinderhörspielpreis 1989
- 1991: RIFF – Ohrclip: Mystery Call – Regie: Manfred Brückner (Originalhörspiel, Kinderhörspiel – WDR)
- 1992: Papa, Charly hat gesagt… (Neukonzeption: 134. Folge: Positiver Streß) – Regie: Stefan Dutt, Peter König (Originalhörspiel, Kurzhörspiel – SR/SWF)
- 1993: August und Amanda. Die unmögliche Liebesgeschichte von einem rechten Fuß und einem linken Schuh – Regie: Klaus-Dieter Pittrich (Originalhörspiel, Kinderhörspiel – WDR)
- 1998: Der Pokal des Poseidon – Regie: Götz Fritsch (Originalhörspiel, Kinderhörspiel – HR/Deutschlandradio)

Bearbeitung (Wort):
- 1983: Robert Sheckley: Die grausamen Gleichungen – Regie: Werner Klein (Hörspielbearbeitung, Kurzhörspiel, Science-Fiction-Hörspiel – WDR)
- 1985: Jamie Gilson: Essen Bananen gern Kuchen? – Regie: Hein Bruehl (Hörspielbearbeitung, Kinderhörspiel – WDR)
  - Auszeichnung: Terre des Hommes-Kinderhörspielpreis 1986
- 1992: Hertha Vogel-Voll: Die silberne Brücke (2 Teile) – Regie: Manfred Brückner (Hörspielbearbeitung, Kinderhörspiel – WDR)
- 1993: Waldemar Bonsels: Die Biene Maja – Regie: Thomas Werner (Hörspielbearbeitung, Kinderhörspiel – WDR)[3]
  - 1. Teil: Majas Flucht aus der Heimatstadt
  - 2. Teil: Der Waldsee und seine Leute
  - 3. Teil: Was die Fliege Puck erzählt und wie es Kurt mit Iffi ergeht
  - 4. Teil: Die Spinne Thekla und was Hannibal von den Menschen erzählt
  - 5. Teil: Wunder der Nacht
  - 6. Teil: Die Hornissenburg
  - 7. Teil: Die Schlacht der Bienen und Hornissen

Sonstiges:
- 1977: Friederike Mayröcker: Der Tod und das Mädchen (Regieassistenz) – Regie: Friedhelm Ortmann (Hörspiel – WDR)
- 1980: Giannis Ritsos: Milos geschleift. Eine Komposition für Stimmen und Instrumente (Regieassistenz) – Bearbeitung und Regie: Heinz von Cramer (Originalhörspiel, Ars acustica – WDR/SWF)
- 1982: Frank Grützbach: Notizen aus einem schlechten Traum (Sprecher: Bibliothekar) – Regie: Frank Grützbach (Hörspiel – WDR)
- 1983: Graham Blackett: Vogelfrei (Sprecher: George) – Regie: Heinz Dieter Köhler (Originalhörspiel, Kriminalhörspiel – WDR)
- 1984: Peter Jacobi: Donnernde Balken (5 Folgen) (Regieassistenz) – Regie: Klaus Wirbitzky (Kurzhörspiel – WDR)

Siehe hierzu: ARD-Hörspieldatenbank

## Quelle
- ARD-Hörspieldatenbank: Der Pokal des Poseidon